# Văn học Hy Lạp
Văn học Hy Lạp bắt nguồn từ văn học Hy Lạp cổ đại, bắt đầu từ năm 800 trước Công nguyên, đến văn học Hy Lạp hiện đại ngày nay.
Văn học Hy Lạp cổ đại được viết theo một phương ngữ Hy Lạp cổ đại. Tài liệu này bao gồm từ các tác phẩm viết lâu đời nhất còn tồn tại cho đến các tác phẩm từ khoảng thế kỷ thứ năm sau Công nguyên. Khoảng thời gian này được chia thành các thời kỳ Tiền cổ điển, Cổ điển, Hy Lạp và La Mã. Văn học Hy Lạp cổ điển chủ yếu xoay quanh các huyền thoại và bao gồm các tác phẩm của Homer; Iliad và Odyssey. Thời kỳ Cổ điển đã chứng kiến buổi bình minh của kịch và lịch sử. Ba nhà triết học đặc biệt đáng chú ý: Socrates, Plato và Aristotle. Trong thời kỳ La Mã, những đóng góp đáng kể đã được thực hiện trong nhiều môn học, bao gồm lịch sử, triết học và khoa học.
Văn học Byzantine, văn học của Đế quốc Byzantine, được viết bằng tiếng Hy Lạp Attic, Trung cổ và đầu tiếng Hy Lạp hiện đại. Các biên niên sử, khác với lịch sử, phát sinh trong thời kỳ này. Các bách khoa toàn thư cũng phát triển mạnh trong thời kỳ này.
Văn học Hy Lạp hiện đại được viết chung Hy Lạp hiện đại. Bài thơ Phục hưng Cretan Erotokritos là một trong những tác phẩm quan trọng nhất trong khoảng thời gian này. Adamantios Korais và Rigas Feraios là hai trong số những nhân vật đáng chú ý nhất.

## Văn học Hy Lạp cổ đại (800 trước Công nguyên - 350 Công nguyên)
Văn học Hy Lạp cổ đại đề cập đến văn học viết theo phương ngữ Hy Lạp cổ đại. Những tác phẩm này bao gồm từ các tác phẩm viết còn tồn tại lâu đời nhất trong tiếng Hy Lạp cho đến các tác phẩm từ thế kỷ thứ năm sau Công nguyên. Ngôn ngữ Hy Lạp phát sinh từ ngôn ngữ proto-Ấn-Âu; khoảng hai phần ba từ của nó có thể được bắt nguồn từ các cấu trúc khác nhau của lưỡi. Một số bảng chữ cái và âm tiết đã được sử dụng để biểu hiện tiếng Hy Lạp, nhưng văn học Hy Lạp còn sót lại đã được viết bằng chữ cái Phoenicia - bảng chữ cái xuất phát chủ yếu bằng tiếng Hy Lạp Ionia và được Athens chấp nhận hoàn toàn vào thế kỷ thứ năm trước Công nguyên.

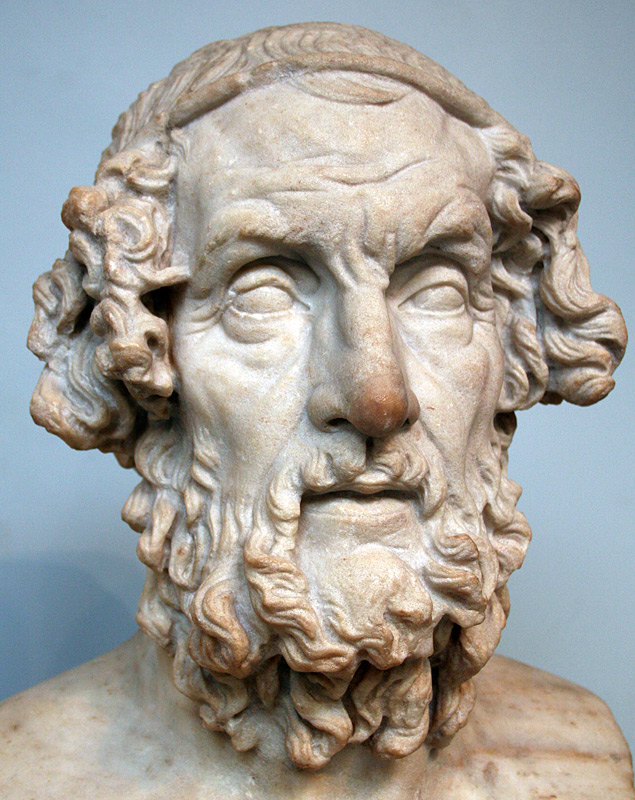
Chân dung lý tưởng hóa Homer

### Tiền cổ điển (800 TCN-500 TCN)
Người Hy Lạp đã tạo ra thơ trước khi sử dụng văn bản cho mục đích văn học. Những bài thơ được tạo ra trong thời kỳ tiền cổ điển có nghĩa là được hát hoặc đọc (viết ít được biết đến trước thế kỷ thứ 7 trước Công nguyên). Hầu hết các bài thơ tập trung vào thần thoại, truyền thuyết là một phần truyện dân gian và một phần tôn giáo. Bi kịch và hài kịch xuất hiện vào khoảng năm 600 trước Công nguyên.
Ở giai đoạn đầu của văn học Hy Lạp, các tác phẩm của Homer; Iliad và Odyssey ra đời. Mặc dù ngày thành phần khác nhau, những tác phẩm này đã được cố định vào khoảng năm 800 trước Công nguyên hoặc sau đó. Một nhân vật quan trọng khác là nhà thơ Hesiod. Hai tác phẩm còn sót lại của ông là Công việc và Ngày và Thần phả.

### Cổ điển (500 BC-323 BC)
Trong thời kỳ cổ điển, nhiều thể loại của văn học phương Tây trở nên nổi bật hơn. Thơ trữ tình, các ode, các mục vụ, các thán ca, epigram; trình diễn kịch hài và bi kịch; truyện lịch sử, chuyên luận hùng biện, triết học biện chứng, và các chuyên luận triết học đều phát sinh trong giai đoạn này.
Hai nhà thơ trữ tình chính là Sappho và Pindar. Trong số hàng trăm bi kịch được viết và biểu diễn trong khoảng thời gian này, chỉ có một số lượng hạn chế các vở kịch còn tồn tại. Những vở kịch này được sáng tác bởi Aeschylus, Sophocles, và Euripides.
Bộ phim hài nảy sinh từ một nghi thức vinh danh Dionysus. Những vở kịch này đầy sự tục tĩu, lạm dụng và xúc phạm. Các vở kịch còn sót lại của Aristophanes là một kho tàng trình bày truyện tranh.
Hai nhà sử học có ảnh hưởng ở thời đại này là Herodotus và Thucydides. Một sử gia thứ ba, Xenophon, đã viết "Hellenica", được coi là một phần mở rộng của công trình của Thucydides.
Thành tựu văn xuôi vĩ đại nhất của thế kỷ thứ 4 trước Công nguyên là trong triết học. Triết học Hy Lạp phát triển mạnh mẽ trong thời kỳ cổ điển. Trong số các nhà triết học, Socrates, Plato và Aristotle là những người nổi tiếng nhất.

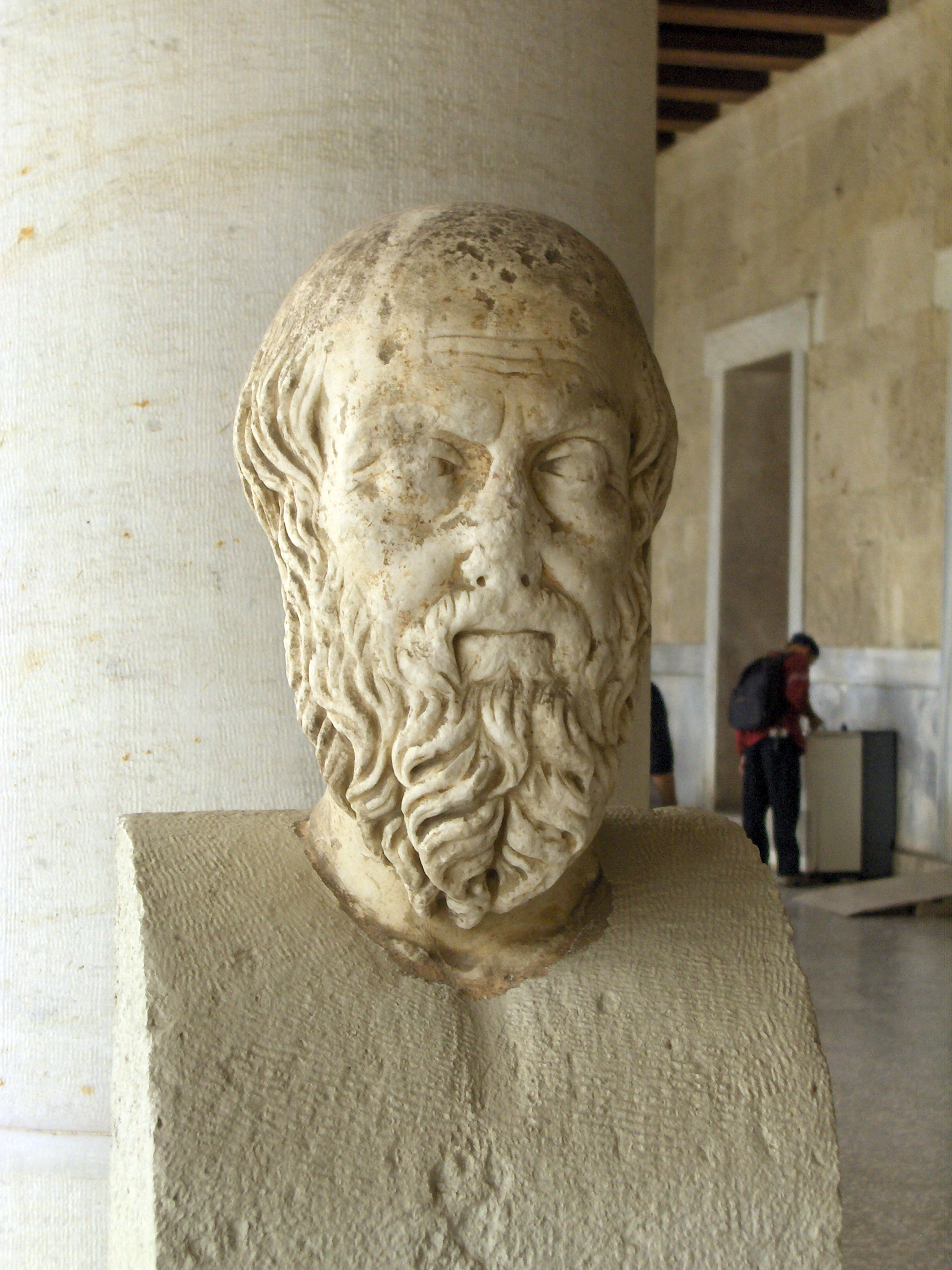
Herodotus
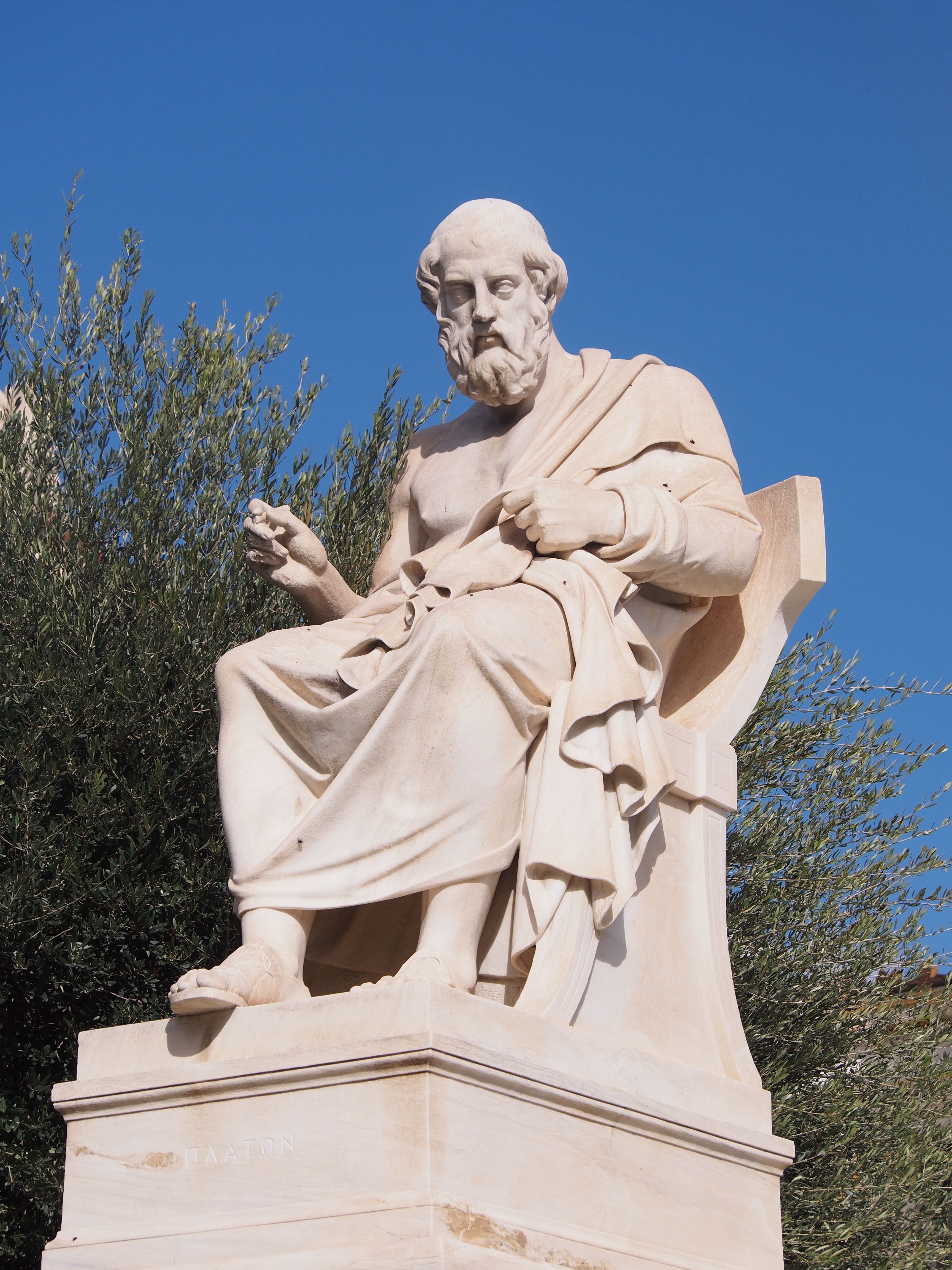
Plato
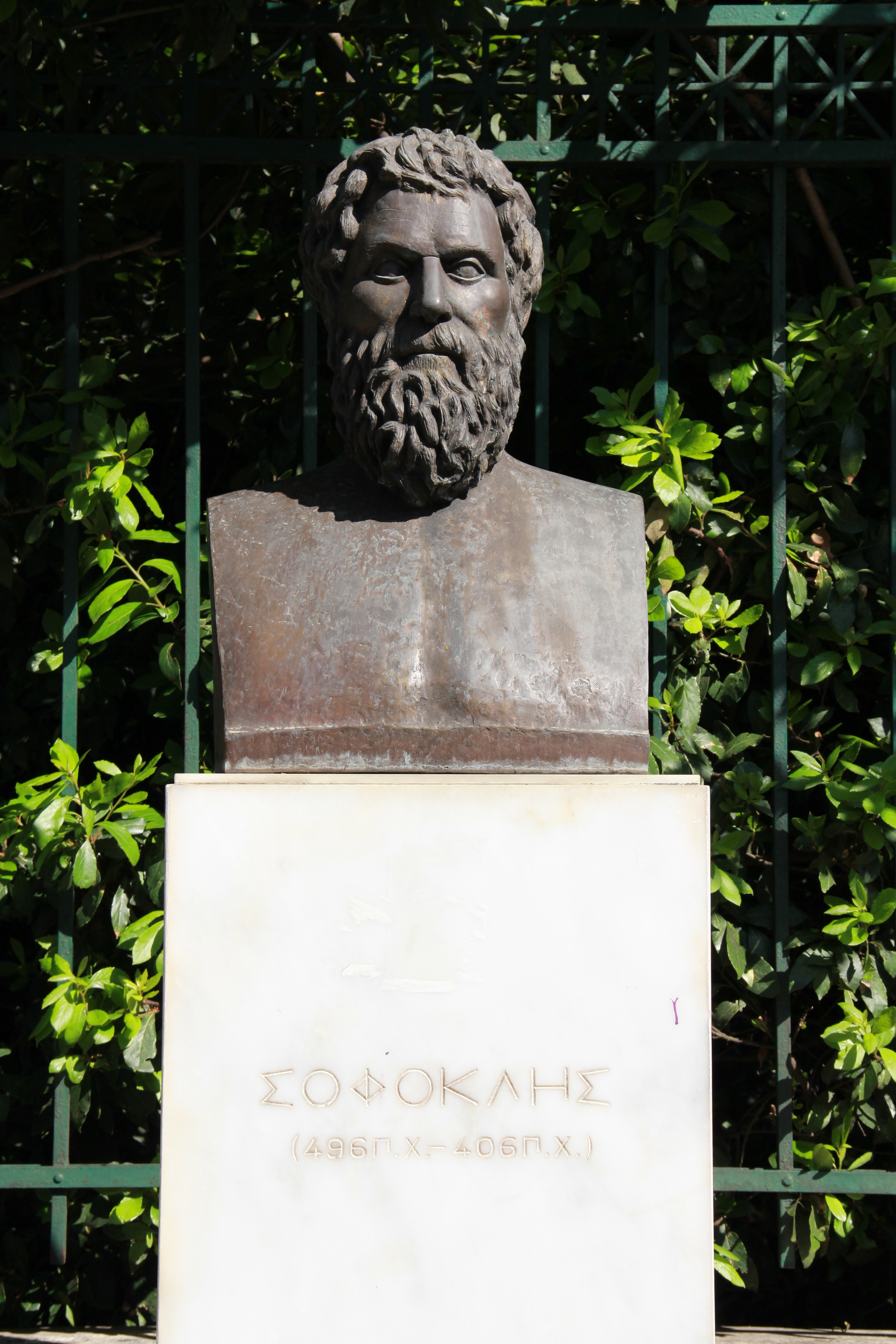
Sophocles